# North Carrollton
La ville américaine de North Carrollton est située dans le comté de Carroll, dans l’État du Mississippi. Lors du recensement de 2000, sa population s’élevait à 499 habitants. Coordonnées géographiques : 33° 31′ 05″ N, 89° 55′ 12″ O.

## Source
- (en) Cet article est partiellement ou en totalité issu de l’article de Wikipédia en anglais intitulé « North Carrollton, Mississippi » (voir la liste des auteurs).